# Dieta (alimentación)

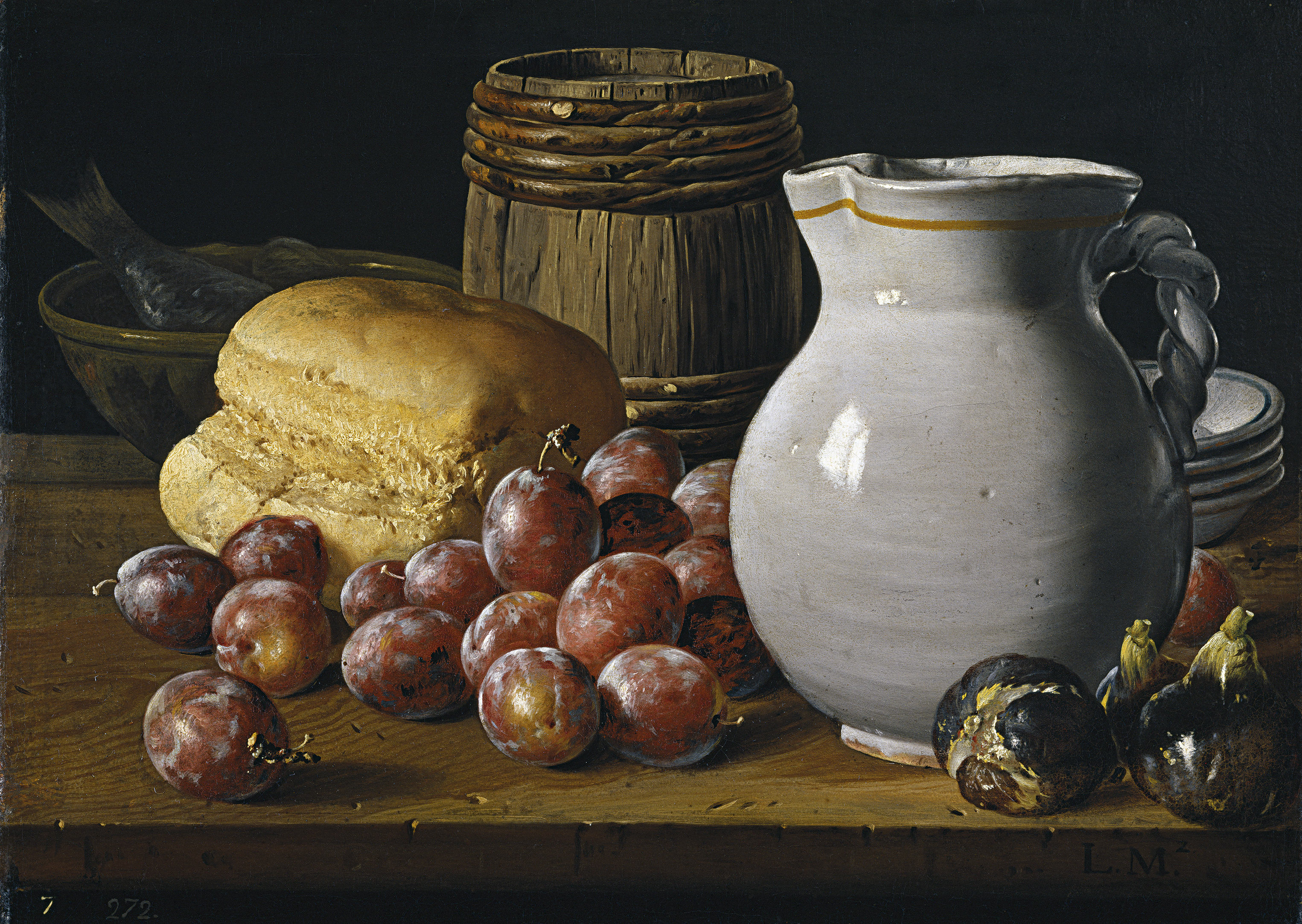
Bodegón con uvas, pan, higos, bebidas y pescado, obra de Luis Meléndez. Se muestra un ejemplo de la dieta humana en el.

La dieta, régimen alimentario o hábito alimentario es la composición, frecuencia y cantidad de comida y bebidas que constituye la alimentación de los seres vivos conformando hábitos o comportamientos nutricionales.
En el caso de la alimentación humana, la dieta presenta grandes variaciones históricas y geográficas de acuerdo con factores culturales, individuales, ambientales, económicos, familiares, de disponibilidad de alimentos y otros. La relación entre la dieta y la salud está ampliamente estudiada por la medicina moderna y se han definido una gran cantidad de regímenes, ya sea para mantenerse saludable física y mentalmente, para corregir problemas de salud o bien para modificar características constitucionales. Estas definiciones incluyen la caracterización de los nutrientes, su cantidad y la frecuencia de consumo, así como parámetros metabólicos y físicos que constituyen sus fines objetivos, como, por ejemplo, mantener o lograr cierto peso corporal en relación con la estatura y constitución física (índice de masa corporal).
La dieta humana se considera equilibrada si aporta los nutrientes y energía en cantidades tales que permiten mantener las funciones del organismo en un contexto de salud física y mental.
Esta dieta equilibrada es particular de cada individuo y se adapta a su sexo, edad, peso y situación de salud. No obstante, existen diversos factores (geográficos, sociales, económicos, patológicos, etc.) que influyen en el equilibrio de la dieta.
Las dietas (cantidades y variedades de alimentos a consumir), se utilizan para el tratamiento y prevención de diversas patologías (dietoterapia) y para la alimentación a diversas situaciones fisiológicas.
En nutrición, la dieta es la suma de las comidas que realiza una persona u otro organismo, mientras que los hábitos dietéticos conforman el patrón de alimentación que sigue a diario, esto incluye las preferencias alimentarias, la influencia familiar y cultural sobre el individuo en lo que respecta a los alimentos que ingiere. Aunque los humanos en general son omnívoros, cada cultura mantiene preferencias y mitos sobre algunos alimentos. Por otra parte, tales preferencias alimentarias individuales puede ser o no saludables desde un punto de vista nutricional. Una alimentación equilibrada requiere una ingestión variada de alimentos con el fin de obtener las cantidades adecuadas de energía y nutrientes.
Los hábitos alimentarios implican un rol significativo en la salud y enfermedad de un individuo, los cuales están condicionados por diversos factores (el estado de salud, la situación económica, la sociedad, la cultura y la religión).
En el siglo XXI la OMS incorporó como definición de dieta el concepto "estilo de vida", desligándolo únicamente de la alimentación y proponiéndola como una situación personal más completa.

## Etimología
Etimológicamente la palabra «dieta» proviene del griego dayta, que significa ‘régimen de vida’. Se acepta como sinónimo de régimen alimenticio, que alude al ‘conjunto y cantidades de los alimentos o mezclas de alimentos que se consumen habitualmente’. También puede hacer referencia al régimen que, en determinadas circunstancias, realizan personas sanas, enfermas o convalecientes en el comer, beber y dormir.

## Historia
Parece ser que algunos homínidos europeos (España, Francia y Alemania), como el Homo antecessor, practicaban el canibalismo. Así lo atestiguan los yacimientos arqueológicos de la sierra de Atapuerca (España) a través del estudio de las marcas en los restos óseos encontrados de en la cueva de la Gran Dolina. Posiblemente esta práctica no es atribuible a la ausencia de alimentos y carecía de cualquier intención ritual, sino que se efectuó con lo que se ha denominado como «canibalismo gastronómico». Por tanto, puede considerarse como la referencia más antigua del canibalismo en Europa (más de 800.000 años de antigüedad).
Debido a sus limitaciones biológicas fue necesario que la especie humana inventara armas para así poder cazar a otros animales y que descubriera cómo producir fuego para cocinar.
Las características fisiológicas de la actual especie humana Homo sapiens (bipedestación, morfología de la mandíbula y dientes o de la mano) han condicionado su dieta.
Tales características facilitaron las técnicas de recolección y de caza, predominando el consumo de alimentos de origen animal. Durante el Neolítico se produjo una evolución en sus técnicas de obtención de alimentos al desarrollar los métodos agrícolas y ganaderos, con lo que también cambió de un modelo trashumante a otro sedentario y su dieta fue más variada.

## Definiciones de dieta

### Dieta correcta
Es una dieta que cumple con las siguientes características: completa, equilibrada, inocua, suficiente, variada y adecuada.
- Completa se refiere que debe contener todos los nutrientes que se requieren. Por eso se recomienda combinar los 3 grupos de alimentos en cada tiempo de comida. (1.Leguminosas y/o alimentos de origen animal,[13] 2. Cereales, 3.Verduras y frutas)
- Variada, cuando los alimentos del mismo grupo se intercambian en las diferentes comidas del día.
- Se considera suficiente cuando se debe comer la cantidad suficiente para cubrir las necesidades energéticas del organismo, con la finalidad de lograr el crecimiento y mantenimiento adecuado.
- Equilibrada, es cuando para una mejor digestión y metabolismo, debe haber la proporción recomendada de alimentos que, a la vez, proporcionarán sus nutrimentos.
- Adecuada se refiere que debe estar de acuerdo con la edad de la persona, actividad física, costumbres, etc.
- Inocua se refiere a que su consumo diario no implique riesgos a la salud.[14]

Generalmente nos referirnos a la “dieta” como sinónimo de una privación parcial o casi total de comer. Sin embargo, el significado correcto de Dieta es el conjunto de alimentos y platillos que se consumen cada día, y constituye la unidad de la alimentación.
A diferencia de la dieta correcta una alimentación correcta se refiere a los hábitos alimentarios que cumplen con las necesidades específicas en las diferentes etapas de la vida, promueve en los niños y las niñas el crecimiento y el desarrollo adecuados y en los adultos permite conservar o alcanzar el peso esperado para la talla y previene el desarrollo de enfermedades.

### Dieta equilibrada
Un aspecto que hay que señalar en la dieta es que esta es colectiva, es decir, adaptada a las necesidades y a las características de las personas. Pero en cada régimen se sigue un patrón regular que es común a casi todos los individuos, de tal manera que se configura una dieta típica de una sociedad o cultura. Un ejemplo es la que se conoce popularmente como dieta mediterránea, atribuida al estilo de vida seguido en algunos países de la costa mediterránea. No obstante, para que cualquier ingesta se considere saludable y equilibrada, se debe basar en el consumo regular de una amplia variedad de alimentos. La razón es que no existe un único alimento que contenga todos los nutrientes necesarios.
Una dieta saludable debe ir acompañada de un régimen de actividad física.
Para que la población tenga una referencia sobre las pautas dietéticas más apropiadas con el fin de alcanzar y mantener un adecuado estado de salud, ciertos organismos o instituciones públicas proponen unas guías y objetivos dietéticos. En tales guías se suele recoger unos recursos gráficos, basados en la clasificación de los alimentos según sus características nutricionales predominantes, que facilitan la elaboración de una dieta equilibrada. Ejemplos de estos recursos gráficos son la pirámide alimentaria o la rueda alimentaria. En la sección Alimentos comunes y energía se recogen en una tabla las recomendaciones propuestas para la población española con objeto de que su dieta sea saludable.

## La dieta en el ser humano
Como englose general de la alimentación humana, la dieta tiene diferentes factores como son los sociales, económicos, personales y culturales.
En ocasiones se confunde dieta exclusivamente con régimen especial para reducir o incrementar el peso o para tratar ciertas enfermedades y este caso no es sino una modificación personal del hábito de alimentación, es decir, una modificación de la dieta.
La dieta del ser humano debe ser equilibrada y personalizada depende de cada individuo puesto que cada persona tiene características diferentes.

### Condicionantes de la dieta
La ingesta de alimentos diaria, nuestra dieta, está influenciada por multitud de factores, a veces reales, científicos y medibles, y otras subjetivos y psicológicos. Además la ingesta desde el punto de vista psicológico una vez que es influenciada en aspectos negativos, se requiere de terapias para salir de esta.
Además de nuestra necesidad física y biológica de alimentarnos, la dieta puede verse modificada desde el punto de vista de la negación a la dieta que podría progresar hacia el ayuno o el rechazo completo por los alimentos.
La conformación de la ingesta o dieta está condicionada en primer lugar por la disponibilidad de alimentos, que a su vez depende de las condiciones climáticas, edafológicas y de ubicación geográfica de cada región, etc.
También es consecuencia de razones religiosas, culturales e ideológicas o de fenómenos históricos, sociales, económicos y políticos.
La alimentación se conforma también teniendo en cuenta aspectos individuales, que en la escala de preferencias son muy variables, condicionados por múltiples agentes que actúan en función de preferencias estéticas, gastronómicas, etc. que, a su vez, están influidas, entre otros, por la publicidad o la disponibilidad de medios.
También hay que destacar las distintas necesidades nutricionales por las que pasa el ser humano en diferentes etapas de la vida: Dieta del lactante, de los niños, los adolescentes, dieta en el embarazo, dieta en la menopausia, dieta en la vejez, etc. Todas estas fases de la vida, requieren una alimentación destinada a mejorar nuestra vida, ya que alimentarse mejor es nutrirse mejor, y un ser vivo tiene más posibilidades siendo mejor.
Otro condicionante son las enfermedades, intolerancias, alergias..., que normalmente requieren de una modificación en los hábitos alimentarios como parte necesaria del tratamiento, como en la (dieta para diabéticos, enfermedad celíaca, síndrome del intestino irritable, hipertensión, hipercolesterolemia, etc

### Variedad de la dieta
La variedad de la alimentación, incluso en un mismo país, región o familia, podría disuadir de su análisis conjunto y, sin embargo, aun teniendo en cuenta los aspectos puntuales, hay una gran parte de la población que está afectada por condicionantes comunes que hace que las similitudes sean, a pesar de todo, tantas que permiten establecer las líneas generales de la nutrición, la alimentación, la dieta y la gastronomía, porque además de los factores que tienden a crear diferencias hay otros que, por el contrario, hacen que la alimentación tienda a ser homogénea, como es, por ejemplo, la necesidad de hacer comidas fuera de casa. Es cada vez más frecuente que, al menos cinco días a la semana, se coma primero en la guardería, que se siga haciendo lo mismo en la escuela, luego en la universidad, después en la empresa y, más tarde, en muchos casos, en la residencia para la tercera edad.

### La dieta mundial
Todo depende de la región y religión en la que se encuentre. Ya sea por costumbre o por facilidad de los alimentos o dependiendo del estado climático, pero en cada región se trata de establecer ciertos tipos de comidas; algunas son saludables y por lo tanto otras no lo son. 
Teniendo en cuenta las bases de una buena alimentación podríamos decir que un 75 % de la población, varie el lugar y ubicación, estaría padeciendo un grado de estabilidad poco saludable. Alguna vez habremos ingerido comida chatarra (la preferida por los niños), y es por ella que nuestro grado de salud se degrada. Debemos tener en cuenta que el régimen alimenticio es muy importante para el ser humano ya que nos ayudara para nuestro futuro y debe ser con productos vegetales, legumbres, hortalizas. Recordemos que si cuidamos nuestro cuerpo viviremos muchos años más y sin enfermedades.

## Cantidad y calidad de la dieta
La dieta no debe ser estricta, pero deben manejarse las cantidades. Una dieta sin los nutrientes necesarios y las calorías necesarias por día, puede traer graves problemas como por ejemplo pueden causar graves enfermedades como la anorexia u otras. El exceso de nutrientes es tan problemático como la falta de ellos.

### Selección dietética cultural
Dependiendo de las culturas y de las religiones existen ciertas restricciones alimentarias, con lo que limitan el consumo de algunos alimentos, considerando entonces que algunos alimentos son aceptables en la dieta y otros no. Por ejemplo, solo los alimentos Kosher son permitidos por el judaísmo, mientras que los alimentos Halal/Haram son aceptados por los creyentes del islam. [1]. La selección de alimentos en diferentes países o regiones suele tener diferentes características. Por ejemplo, los americanos comen más carne roja que otros países, los japoneses consumen más pescado y arroz. El arroz y los frijoles son alimentos típicos de la dieta en países latinoamericanos, mientras que las lentejas y el pan de pita son típicos en el medio oriente. Esto está altamente relacionado con la cultura culinaria en cada país o región.
Incluso el hecho de relacionar la dieta con la aparición de enfermedades agudas y crónicas, ha ocasionado cambios constantes en los hábitos dietéticos. Se cree que esto pudiera ser la base de las restricciones alimentarias en algunas religiones.

### Selección de dietética individual
Por diferentes motivos algunos individuos limitan o evitan el consumo de ciertos alimentos en su dieta diaria, esto puede ser por razones de salud, moral u otros factores. Entre ellos los estilos de vegetarianismo, en los que se omite el consumo de alimentos de origen animal, otros solo consumen frutas o alimentos crudos.
Un factor importante es la industrialización, lo que en consecuencia ha traído el consumo de alimentos con alto contenido en grasas, carbohidratos simples como el azúcar, alto contenido en sal, con menos fibra dietaria y poco contenido vitamínico así como una alta ingesta de alcohol. Otros factores que afectan la dieta de un individuo son los cambios en la rutina de trabajo, la falta de ejercicio, aunado al estrés diario, lo que afecta de forma directa la alimentación de una persona y su grupo familiar. Esto en la actualidad está ocasionando perjuicios sobre la salud del individuo, ya que una mala alimentación bien sea por exceso o déficit tiene efectos sobre la salud humana. Esto por ende amerita atención y/o asesoría nutricional por parte de médicos y nutricionistas expertos en el área, quienes están en capacidad de recomendar patrones de alimentación adecuados para mejorar los hábitos y con ellos promover la salud evitando la aparición de enfermedades crónicas degenerativas. [2]
Más recientemente, otro factor que está influyendo sobre los hábitos dietéticos han sido la preocupación por el posible impacto sobre la salud o el medio ambiente a partir del consumo de alimentos genéticamente modificados. [3]
También existe la preocupación por el impacto de la agricultura industrializada sobre el bienestar animal, la salud humana y el medio ambiente, lo que ha conducido al surgimiento de una contracultura con una preferencia por alimentos orgánicos y locales. [4]
Se estima que diariamente tomamos alrededor de 200 decisiones relacionadas con los alimentos y bebidas que ingerimos. Sin embargo, está demostrado que la mayoría de estas decisiones son tomadas sin mayor cuidado, por lo que pueden ser fácilmente influenciadas por agentes externos. Siendo la obesidad uno los principales problemas de salud a nivel mundial, han surgido propuestas que buscan aprovecharse de la maleabilidad de este comportamiento. Una de ellas es la manipulación de la manera como se nos presentan las opciones (“choice architecture”), que busca influenciar nuestras decisiones de tres maneras: simplificando la presentación, evocando asociaciones automáticas y haciendo más atractivas algunas opciones.
Concebido en este marco conceptual, se realizó un experimento en el comedor de CAF, en Caracas, Venezuela. Se les presentaron a los comensales dos estímulos simultáneos relacionados con la información calórica de cada plato. Los resultados indican que aumentó la probabilidad de elegir al menos un plato con un contenido calórico medio y disminuyó el consumo promedio de calorías en proteínas. Sin embargo, esto fue compensado por un aumento en el consumo de calorías en ensaladas. Esto refuerza la noción de que el “choice architecture” incide sobre las decisiones de alimentación que tomamos, pero no conduce necesariamente al resultado más deseado.

## Tipos de dieta

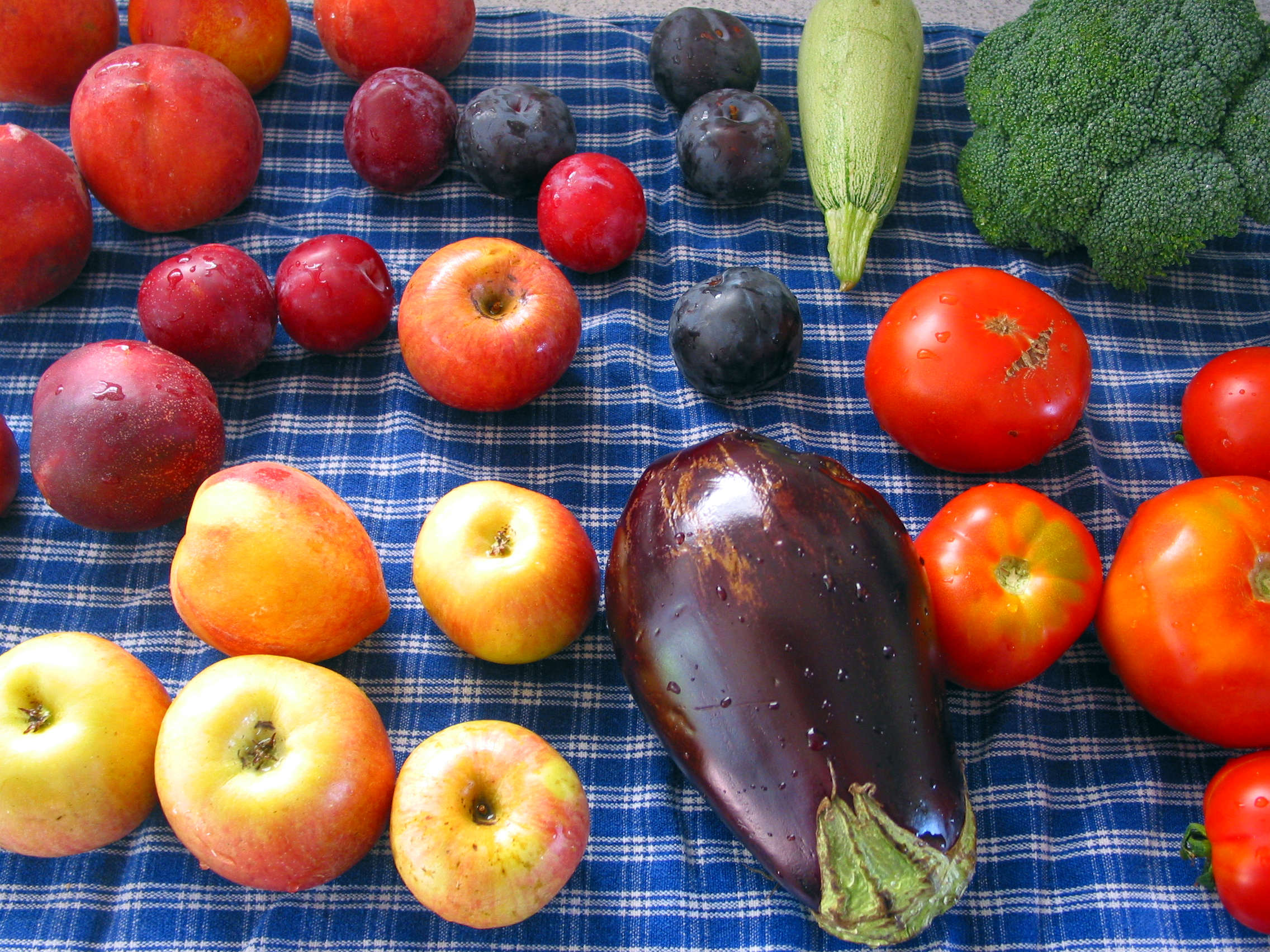
Una dieta con alto contenido de verduras y frutas es la fundamental para una buena alimentación.

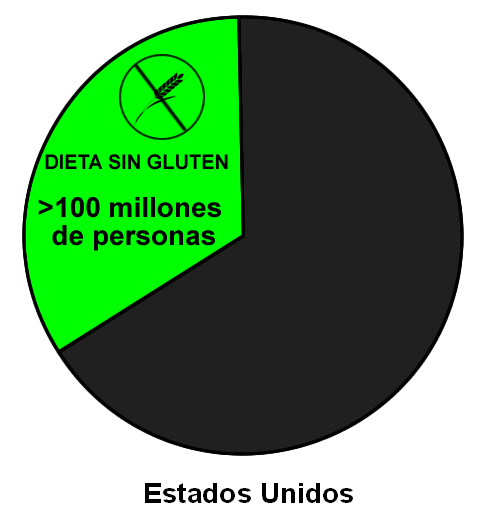
Número de personas que evitan comer gluten en Estados Unidos

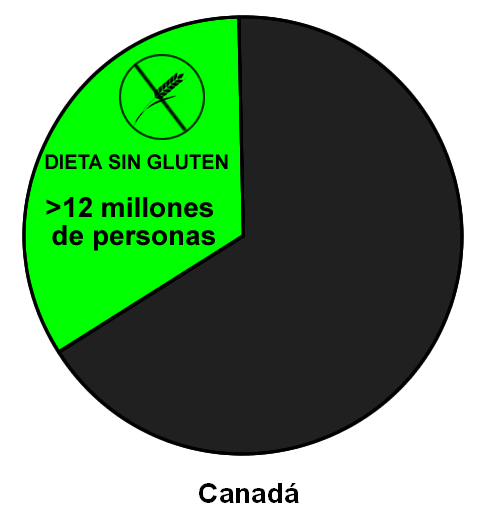
Número de personas que evitan comer gluten en Canadá

Desde el punto de vista cultural, y en función del origen biológico de los alimentos, las dietas humanas contemporáneas pueden ser:
- dieta omnívora: cuando se consumen alimentos de origen animal y vegetal. Es el tipo de dieta más frecuente en la especie humana.
- dieta carnívora: si los alimentos de procedencia animal son los predominantes. Es común en la especie humana.
- dieta vegetariana: cuando no se consume carnes de ningún tipo. Los motivos por los que se sigue una dieta vegetariana pueden ser económicos, religiosos, ideológicos, éticos (veganismo), ecológicos y de salud. Hay diferentes tipos de vegetarianismo. Entre ellos, en el que no se consume ningún producto procedente de un animal (vegetarianismo estricto o veganismo) y aquel en el que no se consumen productos procedentes de animales excepto la leche (lactovegetarianismo), huevos (ovovegetarianismo) o miel (apivegetarianismo).

Desde el punto de vista nutricional, las actuales dietas humanas pueden ser:
1. dietas basales o dietas básicas: son las dietas en las que no se realizan modificaciones en cuanto a su composición en nutrientes o en energía. Estas son las dietas que siguen las personas sanas y enfermas.
2. dietas terapéuticas: son las dietas en las que se altera la composición en nutrientes o en energía cuando existe una enfermedad o situación patológica. Estas dietas se subdividen a su vez en:

1. dietas modificadas en energía: normalmente se realiza una distribución en la cantidad de energía aportada en la dieta (dietas hipocalóricas). Son las dietas que se aplican en situaciones de sobrepeso y obesidad.
2. dietas modificadas en proteínas: pueden aportar mayor cantidad de proteínas que las recomendadas para las personas sanas (dietas hiperprotéicas), estando indicadas en situaciones de malnutrición e infrapeso (peso bajo, anorexia, etc.), o aportar menos cantidad (dietas hipoprotéicas), destinadas a ciertas enfermedades renales.
3. dietas de exclusión. El ejemplo más destacado es la dieta sin gluten, en la que se elimina de manera estricta el gluten (proteínas presentes en el trigo, la cebada, el centeno y la avena, o cualquiera de sus variedades e híbridos) Es específica para tratar los diversos trastornos relacionados con el gluten, que incluyen la enfermedad celíaca, la sensibilidad al gluten no celíaca, la alergia al trigo, la dermatitis herpetiforme y la ataxia por gluten y se está empleando en otros problemas de salud, como por ejemplo el síndrome del intestino irritable y diversos trastornos neurológicos. Un número creciente de personas en todo el mundo sigue esta dieta desde los comienzos del siglo XXI, siendo mayor el interés entre las generaciones más jóvenes.
4. dietas modificadas en carbohidratos: cuando se restringe la cantidad de carbohidratos, se genera una situación de cetosis, como en las dietas cetogénicas. Están señaladas en ciertos casos de epilepsia o de obesidad mórbida. En otros casos se incluyen alimentos atendiendo al tipo de carbohidrato, de manera que se obtengan dietas de bajo índice glucémico.
5. dietas modificadas en fibra alimentaria: pueden ser con altos contenidos en fibra (dieta alta en fibra), indicadas en aquellos casos en los que hay reducción de la motilidad intestinal, o pueden ser con bajos contenidos de fibra (dieta sin residuos), señaladas para situaciones previas a una intervención quirúrgica o a una prueba de exploración.
6. dietas modificadas en elementos minerales: en el caso de que se reduzca de forma importante la cantidad aportada de sodio (bien eliminando la sal común o bien aportando alimentos pobres en sodio) se tiene la dieta hiposódica. Se prescribe en algunas enfermedades renales y en ciertas cardiopatías (hipertensión arterial).

Una dieta no necesariamente significa comer poco, es un régimen alimenticio. Existen dietas para bajar o subir de peso y también las hay para mantener un peso adecuado.

## Dieta y salud
El desajuste entre la energía ingerida y la gastada resulta en malnutrición por déficit y por el contrario una ingesta excesiva de energía y un gasto bajo, trae consigo el incremento en las reservas de tejido adiposo, y con ello el sobrepeso o la obesidad.
Por otra parte un bajo consumo de vitaminas y minerales puede conducir a la aparición de diferentes enfermedades. Por ejemplo, el 30 % de la población mundial está en riesgo de desarrollar deficiencia de yodo.
La deficiencia de vitamina A por su parte ha ocasionado la ceguera en al menos 3 millones de niños en el mundo.[8] Mientras que la deficiencia de vitamina C, produce escorbuto.
La deficiencia de calcio, vitamina D y fósforo suelen estar interrelacionados; por lo que cambios en alguno de ellos pudiera afectar los otros, en especial su absorción.
La desnutrición avanzada por su parte, se manifiesta en los niños como enfermedades denominadas Kwashiorkor y Marasmo, en las que el desgaste muscular y la pérdida de proteínas del organismo es importante, inclusive pueden ocasionar la muerte en infantes.
Un problema actual en la sociedad es la obesidad, cuya magnitud alcanza el término de epidemia en el mundo occidental, cuyos efectos son nocivos para la salud, entre ellos el desarrollo de enfermedades cardíacas, diabetes y muchas otras enfermedades.
Un desorden alimentario en una afección mental que interfiere con el consumo adecuado de alimentos. Los desórdenes de alimentación afectan frecuentemente a las personas con problemas en la percepción de su imagen corporal, los cuales llegan a ser muy negativos. Sin embargo es evidente que un tratamiento psicológico y una asesoría nutricional adecuada, puede modificar estas conductas progresivamente, llevando a estas personas a mejorar sus hábitos de alimentación y ser más saludables.

### Absorción de la dieta
Comprende la habilidad del organismo para absorber de manera adecuada los nutrientes de la dieta consumida por el humano.Por lo que en ciertas enfermedades o situaciones especiales, es necesario estudiar o investigar en un individuo la pérdida de nutrientes por falta de absorción o por pérdida exagerada de los nutrientes.

### Dieta para el control de peso
Dependiendo de los intereses de los individuos, puede seleccionarse una dieta o patrón alimentario diario, bien sea para el incremento o la pérdida de peso, el entrenamiento deportivo, los problemas de salud cardiovascular, la prevención del cáncer, las alergias alimentarias, el tratamiento de patologías (dietoterapia) u otras razones, las personas suelen modificar su patrón de alimentación, por lo que coloquialmente dicen "hacer dieta", lo que de una u otra manera puede modificar el equilibrio energético diario, y con ello incrementar o disminuir las reservas de grasa en el organismo.
De allí que la industria alimenticia haya creado una serie de productos que suelen recomendar a nivel comercial para satisfacer los gustos o necesidades del consumidor. Por ejemplo, los alimentos que son bajos en calorías han sido denominados "ligeros", aunado a esto suelen recomendar a su vez la realización de algún ejercicio físico. Sin embargo, ha sido tan comercializado a nivel mundial que la evidencia científica sugiere que tiene una influencia drástica en lo que se refiere a los hábitos de consumo y a la aparición de muchos desórdenes alimentarios. Otros comerciantes han difundido la idea de que se puede perder peso fácilmente sin esfuerzo, lo que también ha traído mucho fraudes o problemas de otra índole.

### Dietas para el tratamiento de patologías
Aunque la mayoría de la gente ve las dietas como algo para controlar el peso corporal o para el ejercicio físico, las dietas son un instrumento de tratamiento de patologías muy importante en medicina. En este caso se llama dietoterápia. Este tipo de tratamiento es utilizado para numerosas patologías, como la diabetes, la enfermedad de Crohn, la malnutrición, los trastornos de la conducta alimentaria, las dislipemias, la gastritis, la hipertensión, la insuficiencia renal, osteoporosis, etc. De esta manera, se contribuye a paliar o hacer desaparecer los síntomas de la enfermedad, prevenir la aparición de patologías asociadas, evitar que la enfermedad empeore o incluso en algunas conseguir su remisión total, mejorando así la calidad de vida del paciente. Estos métodos han sido utilizados con más o menos criterio científico y con más o menos sofisticación desde tiempos muy remotos, por ejemplo por Hipócrates.
En la actualidad, esta tarea se realiza siempre desde el criterio científico moderno por nutricionistas, con los métodos más actuales.

## Clasificación de los alimentos

### Alimentos por necesidad básica
-Alimentos que ayudan al crecimiento: carne, pescado, legumbres y huevos ( proteínas ).
-Alimentos con gran aporte energético: pasta, pan, arroz y dulces. (hidratos de carbono).
-Alimentos ricos en vitaminas: frutas y verduras.
Principales vitaminas:
-Vitamina A Relacionada con la vista. Leche, zanahorias, tomate.
-Vitamina B Interviene en muchas reacciones químicas. Carne, pescado, plátanos.
-Vitamina C Esencial para el crecimiento de muchos tejidos. Frutas, coliflor, patatas.
-Vitamina D Interviene en el crecimiento. Huevos, pescados.
-Vitamina E Necesaria para la fertilidad. Huevos, aceites vegetales.
-Vitamina K Interviene en la coagulación de la sangre. Hígado, espinacas, lechuga.
Este último grupo, lo forman aquellas substancias que permitirán a nuestro organismo utilizar correctamente las otras ya citadas y desarrollar por tanto sus funciones de modo adecuado. Se trata de substancias sin valor energético a las cuales denominamos reguladoras: son las vitaminas y determinados minerales, necesarios en cantidades muy pequeñas pero imprescindibles para el correcto funcionamiento del metabolismo en general.

### Alimentos comunes y energía
| Alimentos                              | Frecuencia recomendada (raciones) | Tamaño de la ración  | Medida casera                 |
| -------------------------------------- | --------------------------------- | -------------------- | ----------------------------- |
| Patatas, cereales y derivados          | 4 - 6 día                         | 60-80 g arroz, pasta | 1 plato normal                |
| Patatas, cereales y derivados          | 4 - 6 día                         | 40-60 g pan          | 3 - 4 rebanadas o 1 panecillo |
| Patatas, cereales y derivados          | 4 - 6 día                         | 150-200 g patatas    | 1 patata grande o 2 pequeñas  |
| Verduras y hortalizas                  | > 2 día                           | 150-200              | 1 plato de ensalada variada   |
| Verduras y hortalizas                  | > 2 día                           | 150-200              | 1 plato de verdura cocida     |
| Verduras y hortalizas                  | > 2 día                           | 150-200              | 1 tomate grande, 2 zanahorias |
| Frutas frescas                         | > 3 día                           | 120-120              | 1 pieza mediana               |
| Frutas frescas                         | > 3 día                           | 120-120              | 1 taza de cerezas, fresas,... |
| Frutas frescas                         | > 3 día                           | 120-120              | 2 rodajas de melón,...        |
| Aceite de oliva                        | 3-6                               | 10 mL                | 1 cucharada sopera            |
| Leche y derivados                      | 2-4                               | 200-250 mL           | 1 taza de leche               |
| Leche y derivados                      | 2-4                               | 200-250 g de yogur   | 2 unidades de yogur           |
| Leche y derivados                      | 2-4                               | 40-60 g queso curado | 2-3 lonchas de queso          |
| Leche y derivados                      | 2-4                               | 80-125 queso fresco  | 1 porción individual          |
| Pescados, carnes magras, aves y huevos | 3-4 semana                        | 125-150 g            | 1 filete individual           |
| Pescados, carnes magras, aves y huevos | 3-4 semana                        | 125-150 g            | 1 filete pequeño              |
| Pescados, carnes magras, aves y huevos | 3-4 semana                        | 125-150 g            | 1 cuarto de pollo o conejo    |
| Pescados, carnes magras, aves y huevos | 3-4 semana                        | 125-150 g            | 1 o 2 huevos                  |
| Legumbres secas                        | 2-4 semana                        | 60-80 g              | 1 plato normal                |
| Frutos secos                           | 3-7 semana                        | 20-30 g              | 1 puñado                      |
| Embutidos y carnes grasas              | Ocasional                         | -                    | -                             |
| Mantequilla, margarina y bollería      | Ocasional                         | -                    | -                             |
| Refrescos azucarados, dulces y snacks  | Ocasional                         | -                    | -                             |
| Agua de bebida                         | 4-8 día                           | 200 mL (aprox.)      | 1 vaso o 1 botellín           |

Las dietas veganas y otros tipos de dietas vegetarianas bien planificadas son apropiadas para todas las etapas del ciclo de vida, incluso durante el embarazo, la lactancia, la infancia y la adolescencia.
A continuación un ejemplo de dieta para un día, diseñada especialmente para un hombre de 30 años y un peso de 70 kilos que quiera ir al gimnasio y obtener una mayor masa muscular (por eso el contenido proteico de la dieta es superior a la normal). Esta persona ha de seguir esta dieta hasta que haya adquirido la masa muscular deseada, ya que se si vuelve a una dieta normal que tiene un menor porcentaje proteico, no tendrá el suficiente aporte de proteínas como para aumentar su volumen muscular en la proporción que desea.
En cuanto a los alimentos seleccionados, contienen un alto porcentaje en hidratos de carbono y en proteínas, necesarios para solventar las nuevas necesidades fisiológicas, habiendo disminuido el consumo de grasas.

El gasto energético total de esta persona según las actividades que realiza diariamente sería el siguiente:
Gasto energético total (kcal/día) = (11,6 × 70 kg) + 879 × 1,78 = 3009,98 kcal/día
| alimento (g)               | carbohidratos (g) | kcal (carbohidr.) | proteínas (g) | kcal (proteínas) | grasas (g) | kcal (grasas) | kcal (alimento) |
| -------------------------- | ----------------- | ----------------- | ------------- | ---------------- | ---------- | ------------- | --------------- |
| aceite de oliva (20 g)     | _                 | _                 | _             | _                | 19,8       | 178,2         | 178,2           |
| algas nori (100 g)         | _                 | _                 | 30,7          | 122,8            | 01,5       | 13,5          | 136.3           |
| barrita de cereales (40 g) | 29,2              | 116,8             | 03,6          | 14,4             | 02,8       | 25,2          | 156,4           |
| carne picada (50 g)        | _                 | _                 | 11,0          | 44,0             | 08,1       | 72,9          | 116,9           |
| dulce de membrillo         | 62,2              | 02,48             | 01,0          | 04,0             | _          | _             | 262,8           |
| fruta en almíbar (100 g)   | 15,8              | 63,2              | 00,62         | 02,48            | 00,1       | 00,9          | 66,58           |
| huevo (100 g)              | 00,68             | 02,72             | 12,68         | 50,72            | 12,1       | 108,9         | 162,34          |
| leche (250 g)              | 11,75             | 47,0              | 07,65         | 30,6             | 09,5       | 85,5          | 163,1           |
| naranja (250 g)            | 23,5              | 94,0              | 01,72         | 06,9             | 00,5       | 04,5          | 105,4           |
| pan blanco (150 g)         | 87,0              | 348               | 11,7          | 46,8             | 01,5       | 13,5          | 408             |
| pan molde integral (56 g)  | 24,64             | 98,56             | 06,1          | 24,41            | 01,68      | 15,12         | 138,09          |
| pasta (150 g)              | 113,7             | 454,8             | 18,0          | 72,0             | 02,7       | 24,3          | 551,1           |
| plátano (150 g)            | 31,2              | 124,8             | 01,59         | 06,36            | 00,4       | 03,64         | 134,8           |
| salmón (150 g)             | _                 | _                 | 30,93         | 123,72           | 18,15      | 163,35        | 287,07          |
| tomate (200 g)             | 11,0              | 44,0              | 04,6          | 18,4             | 01,0       | 09,0          | 071,4           |
| yogur (125 g)              | 06,87             | 27,5              | 04,82         | 19,3             | 03,25      | 29,25         | 76,05           |
| Total                      | 417,54            | 1670,16           | 146,71        | 586,84           | 82,08      | 738,72        | 2995,62         |

## Animales por dieta
Los animales pueden adjetivarse de muchas maneras según su dieta:
- caníbal
- carnívoro
- coprófago
- detritívoro
- frugívoro
- granívoro
- hematófago
- herbívoro
- insectívoro
- malacófago
- nectarívoro
- omnívoro
- piscívoro
- polinívoro
- vegetariano
- zooplanctívoro
- xilófago